# Firefox Lockwise
Firefox Lockwise（ファイアフォックス ロックワイズ）は、Mozilla Corporationが開発したパスワードマネージャー。デスクトップ版ウェブブラウザであるFirefoxでは標準の機能として、AndroidおよびiOS端末向けにはスタンドアローンアプリケーションとして提供している。Firefox Syncを利用してログインしている様々なデバイスで情報が同期され、パスワードを参照できる。また、AES-256-GCMやSHA-256を採用し、セキュリティを高めている。

## 歴史
2018年7月10日、Firefox Test Pilotの拡張に伴い、iOS端末向けのパスワードマネージャー「Firefox Lockbox」としてリリース。2019年3月26日には、Android端末向けにリリースされた。同年5月、「Firefox Lockwise」に名称が変更された。
デスクトップ版のFirefoxウェブブラウザでは、2019年6月4日から拡張機能として提供されていた。その後、同年10月22日にリリースされたFirefox 70以降は標準機能として統合され、ポップアップウィンドウで表示される閲覧性の高いパスワードマネージャーへと置き換わった。
Mozillaは2021年12月13日以降はLockwiseのサポートを終了するとし、代わりにLockwiseとのパスワード同期機能を含めたパスワードマネージャ機能を搭載している、Android版およびiOS版Firefoxを使用するよう発表、予定通りにサポートを終了した。ただ今後のアップデート、サポートを受けることはできないが、Lockwiseのパスワード管理機能などを引き続き使用することはできる。